# Mistrovství Evropy v plavání na otevřené vodě 2012
XIV. mistrovství Evropy v plavání na otevřené vodě za rok 2012 proběhlo v Piombinu, Itálie ve dnech 12. až 16. září 2012.

## Česká stopa
Česko reprezentovalo 8 závodníků. Vedoucí výpravy Josef Nalezený, trenéři reprezentace Zdeněk Tobiáš, Radek Táborský, a Michal Štěrba.
V závodě na 5 km žen startovalo 19 závodnic – Jana Pechanová (*1981) z KPSP Kometa Brno obsadila 3. místo a získala bronzovou medaili, Barbora Picková (*1992) z Jihlavského PK obsadila 14. místo. V plaveckém maratonu na 10 km žen startovalo 23 závodnic – Jana Pechanová (*1981) z KPSP Kometa Brno obsadila 3. místo a získala bronzovou medaili, Silvie Rybářová (*1985) z KPSP Kometa Brno obsadila 14. místo a Barbora Picková (*1992) z Jihlavského PK 18. místo. V závodě na 25 km žen startovalo 13 závodnic – Silvie Rybářová (*1985) z KPSP Kometa Brno obsadila 4. místo a Jana Pechanová (*1981) z KPSP Kometa Brno závod zvdala.
V závodě na 5 km mužů startovalo 34 závodníků – Jakub Tobiáš (*1995) z KPSP Kometa Brno obsadil 15. místo, Ján Kútnik (*1992) z KPSP Kometa Brno 18. místo a Karel Baloun (*1990) z KPSP Kometa Brno 22. místo. V plaveckém maratonu na 10 km startovalo 36 závodníků – Jan Pošmourný (*1988) z KPSP Kometa Brno obsadil 21. místo, Karel Baloun (*1990) z KPSP Kometa Brno 25. místo a Rostislav Vítek (*1976) z KPSP Kometa Brno závod nedokončil. V závodě na 25 km mužů startovalo 22 závodníků – Libor Smolka (*1985) z TJ Krnov obsadil 10. místo, Jan Pošmourný (*1988) z KPSP Kometa Brno 14. místo a Rostislav Vítek (*1976) z KPSP Kometa Brno závod nedokončil.
Smíšená štafeta na 5 km ve složení Jakub Tobiáš, Ján Kútnik, Silvie Rybářová obsadila v konkurenci 10 štafet 8. místo.

## Výsledky

### Individuální disciplíny
| Muži                      | Zlato                     | Zlato     | Stříbro                      | Stříbro   | Bronz                     | Bronz     |
| ------------------------- | ------------------------- | --------- | ---------------------------- | --------- | ------------------------- | --------- |
| 5 km                      | Kirill Abrosimov (RUS)    | 54:47,1   | Andreas Waschburger (GER)    | 54:59,4   | Luca Ferretti (ITA)       | 55:06,6   |
| plavecký maraton na 10 km | Kirill Abrosimov (RUS)    | 1:57:46,8 | Andreas Waschburger (GER)    | 1:57:48,2 | Nicola Bolzonello (ITA)   | 1:57:54,0 |
| 25 km                     | Petar Stojčev (BUL)       | 5:04:02,3 | Arsenij Lavrenťjev (POR)     | 5:04:05,4 | Axel Reymond (FRA)        | 5:04:06,3 |
| Ženy                      | Zlato                     | Zlato     | Stříbro                      | Stříbro   | Bronz                     | Bronz     |
| 5 km                      | Rachele Bruniová (ITA)    | 1:00:56,9 | Kalliopi Arauzosová (GRE)    | 1:01:53,5 | Jana Pechanová (CZE)      | 1:01:57,8 |
| plavecký maraton na 10 km | Martina Grimaldiová (ITA) | 2:12:23,3 | Angela Maurerová (GER)       | 2:12:24,7 | Jana Pechanová (CZE)      | 2:12:26,1 |
| 25 km                     | Alice Francová (ITA)      | 5:31:21,9 | Margarita Domínguezová (ESP) | 5:31:26,3 | Martina Grimaldiová (ITA) | 5:31:34,6 |

### Štafety
| Mix                  | Zlato                                                         | Zlato   | Stříbro                                                              | Stříbro | Bronz                                                              | Bronz     |
| -------------------- | ------------------------------------------------------------- | ------- | -------------------------------------------------------------------- | ------- | ------------------------------------------------------------------ | --------- |
| 5 km smíšená štafeta | Itálie (ITA) (Rachele Bruniová, Simone Ercoli, Luca Ferretti) | 59:04,2 | Řecko (GRE) (Kalliopi Arauzosová, Marios Kalafatis, Jorgos Arniakos) | 59:57,1 | Německo (GER) (Angela Maurerová, Thomas Lurz, Andreas Waschburger) | 1:00:42,5 |

## Medailová bilance
V plavání na otevřené vodě se rozdělilo celkem 7 sad medailí.
| Pořadí | Stát              |       | Muži    | Muži  | Muži  |         | Ženy  | Ženy  | Ženy    |       | Mix   | Mix     | Mix   |  | Muži + Ženy + Mix | Muži + Ženy + Mix | Muži + Ženy + Mix | Celkem |
| Pořadí | Stát              | Zlato | Stříbro | Bronz | Zlato | Stříbro | Bronz | Zlato | Stříbro | Bronz | Zlato | Stříbro | Bronz |  |                   |                   |                   | Celkem |
| ------ | ----------------- | ----- | ------- | ----- | ----- | ------- | ----- | ----- | ------- | ----- | ----- | ------- | ----- |  | ----------------- | ----------------- | ----------------- | ------ |
| 1.     | Itálie (ITA)      |       | 0       | 0     | 2     |         | 3     | 0     | 1       |       | 1     | 0       | 0     |  | 4                 | 0                 | 3                 | 7      |
| 2.     | Rusko (RUS)       |       | 2       | 0     | 0     |         | 0     | 0     | 0       |       | 0     | 0       | 0     |  | 2                 | 0                 | 0                 | 2      |
| 3.     | Bulharsko (BUL)   |       | 1       | 0     | 0     |         | 0     | 0     | 0       |       | 0     | 0       | 0     |  | 1                 | 0                 | 0                 | 1      |
| 4.     | Německo (GER)     |       | 0       | 2     | 0     |         | 0     | 1     | 0       |       | 0     | 0       | 1     |  | 0                 | 3                 | 1                 | 4      |
| 5.     | Řecko (GRE)       |       | 0       | 0     | 0     |         | 0     | 1     | 0       |       | 0     | 1       | 0     |  | 0                 | 2                 | 0                 | 2      |
| 6.     | Portugalsko (POR) |       | 0       | 1     | 0     |         | 0     | 0     | 0       |       | 0     | 0       | 0     |  | 0                 | 1                 | 0                 | 1      |
| 6.     | Španělsko (ESP)   |       | 0       | 0     | 0     |         | 0     | 1     | 0       |       | 0     | 0       | 0     |  | 0                 | 1                 | 0                 | 1      |
| 8.     | Česko (CZE)       |       | 0       | 0     | 0     |         | 0     | 0     | 2       |       | 0     | 0       | 0     |  | 0                 | 0                 | 2                 | 2      |
| 9.     | Francie (FRA)     |       | 0       | 0     | 1     |         | 0     | 0     | 0       |       | 0     | 0       | 0     |  | 0                 | 0                 | 1                 | 1      |
| Celkem | Celkem            |       | 3       | 3     | 3     |         | 3     | 3     | 3       |       | 1     | 1       | 1     |  | 7                 | 7                 | 7                 | 21     |